# Большое Семёновское (Московская область)
Большое Семёновское — деревня в Талдомском районе Московской области России, входит в состав сельского поселения Ермолинское. Население — 18 чел. (2010).

## География
Расположена на севере Московской области, в восточной части Талдомского района, примерно в 29 км к востоку от центра города Талдома, с которым связана прямым автобусным сообщением. Ближайшие населённые пункты — деревни Измайлово, Остров и Самково.

## История
В 1844—1854 годах в селе Семёновском была построена кирпичная однокупольная Богоявленская церковь в стиле позднего классицизма с трапезной и колокольней, в трапезной Симеоновский и Никольский приделы. С 1933 по 1941 была закрыта. Является объектом культурного наследия России, как памятник архитектуры регионального значения.
В «Списке населённых мест» 1862 года Семёновское — владельческое село 2-го стана Калязинского уезда Тверской губернии между Дмитровским и Углицко-Московским трактами, в 58 верстах от уездного города и 22 верстах от становой квартиры, при колодце, с 60 дворами, православной церковью, тремя фабриками, заводом, ярмаркой и 559 жителями (273 мужчины, 286 женщин).
По данным 1888 года входило в состав Семёновской волости Калязинского уезда, проживало 583 человека (282 мужчины, 301 женщина).
По материалам Всесоюзной переписи населения 1926 года — село Измайловского сельского совета Семёновской волости Ленинского уезда Московской губернии, в 9,6 км от Кашинского шоссе и 21,3 км от станции Талдом Савёловской дороги, проживало 408 жителей (162 мужчины, 246 женщин), насчитывалось 94 хозяйства, среди которых 78 крестьянских, имелись школа 1-й ступени и маслобойня.
С 1929 года — населённый пункт в составе Ленинского района Кимрского округа Московской области.
Постановлением ЦИК и СНК от 23 июля 1930 года округа как административно-территориальные единицы были ликвидированы. Постановлением Президиума ВЦИК от 27 декабря 1930 года городу Ленинску было возвращено историческое наименование Талдом, а район был переименован в Талдомский.
1930—1934 гг. — центр Свято-Семёновского сельсовета Талдомского района.
1934—1954 гг. — центр Больше-Семёновского сельсовета Талдомского района (с. Свято-Семёновское переименовано в Большое Семёновское).
1954—1963, 1965—1994 гг. — деревня Николо-Кропоткинского сельсовета Талдомского района.
1963—1965 гг. — деревня Николо-Кропоткинского сельсовета Дмитровского укрупнённого сельского района.
1994—2004 гг. — деревня Николо-Кропоткинского сельского округа Талдомского района.
2004—2006 гг. — деревня Ермолинского сельского округа Талдомского района.
С 2006 г. — деревня сельского поселения Ермолинское Талдомского муниципального района Московской области.

## Население
| 1859 | 1888 | 1926 | 2002 | 2006 | 2010 |
| ---- | ---- | ---- | ---- | ---- | ---- |
| 559  | ↗583 | ↘408 | ↘43  | ↘40  | ↘18  |

## Достопримечательности
В 1844—1854 годах в селе Семёновском была построена кирпичная однокупольная Богоявленская церковь в стиле позднего классицизма с трапезной и колокольней, в трапезной Симеоновский и Никольский приделы. С 1933 по 1941 была закрыта. Является объектом культурного наследия России, как памятник архитектуры регионального значения.